# Turet
Thuret és un municipi francès situat al departament del Puèi Domat i a la regió d'Alvèrnia-Roine-Alps. L'any 2007 tenia 743 habitants.

## Demografia

### Població
El 2007 la població de fet de Thuret era de 743 persones. Hi havia 284 famílies de les quals 68 eren unipersonals (38 homes vivint sols i 30 dones vivint soles), 87 parelles sense fills, 106 parelles amb fills i 23 famílies monoparentals amb fills.
La població ha evolucionat segons el següent gràfic:
Habitants censats

### Habitatges
El 2007 hi havia 342 habitatges, 295 eren l'habitatge principal de la família, 14 eren segones residències i 33 estaven desocupats. 337 eren cases i 2 eren apartaments. Dels 295 habitatges principals, 248 estaven ocupats pels seus propietaris, 35 estaven llogats i ocupats pels llogaters i 12 estaven cedits a títol gratuït; 3 tenien dues cambres, 38 en tenien tres, 78 en tenien quatre i 176 en tenien cinc o més. 241 habitatges disposaven pel capbaix d'una plaça de pàrquing. A 120 habitatges hi havia un automòbil i a 155 n'hi havia dos o més.

### Piràmide de població
La piràmide de població per edats i sexe el 2009 era:
| Homes | Edats   | Dones |
| ----- | ------- | ----- |
| 0     | 95 o +  | 0     |
| 0     | 90 a 94 | 12    |
| 4     | 85 a 89 | 8     |
| 8     | 80 a 84 | 8     |
| 0     | 75 a 79 | 16    |
| 16    | 70 a 74 | 12    |
| 12    | 65 a 69 | 8     |
| 16    | 60 a 64 | 16    |
| 16    | 55 a 59 | 12    |
| 52    | 50 a 54 | 20    |
| 20    | 45 a 49 | 36    |
| 32    | 40 a 44 | 24    |
| 28    | 35 a 39 | 32    |
| 16    | 30 a 34 | 32    |
| 24    | 25 a 29 | 40    |
| 8     | 20 a 24 | 24    |
| 28    | 15 a 19 | 28    |
| 24    | 10 a 14 | 20    |
| 40    | 5 a 9   | 24    |
| 12    | 0 a 4   | 16    |

## Economia
El 2007 la població en edat de treballar era de 485 persones, 381 eren actives i 104 eren inactives. De les 381 persones actives 361 estaven ocupades (194 homes i 167 dones) i 19 estaven aturades (8 homes i 11 dones). De les 104 persones inactives 44 estaven jubilades, 32 estaven estudiant i 28 estaven classificades com a «altres inactius».

### Ingressos
El 2009 a Thuret hi havia 321 unitats fiscals que integraven 826 persones, la mediana anual d'ingressos fiscals per persona era de 17.623 €.

### Activitats econòmiques
Dels 27 establiments que hi havia el 2007, 1 era d'una empresa alimentària, 7 d'empreses de construcció, 6 d'empreses de comerç i reparació d'automòbils, 1 d'una empresa de transport, 4 d'empreses d'hostatgeria i restauració, 1 d'una empresa immobiliària, 4 d'empreses de serveis, 1 d'una entitat de l'administració pública i 2 d'empreses classificades com a «altres activitats de serveis».
Dels 11 establiments de servei als particulars que hi havia el 2009, 3 eren tallers de reparació d'automòbils i de material agrícola, 2 fusteries, 2 lampisteries, 1 empresa de construcció, 2 restaurants i 1 saló de bellesa.
L'únic establiment comercial que hi havia el 2009 era una fleca.
L'any 2000 a Thuret hi havia 26 explotacions agrícoles que ocupaven un total de 1.152 hectàrees.

## Equipaments sanitaris i escolars
El 2009 hi havia una escola elemental.

## Poblacions més properes
El següent diagrama mostra les poblacions més properes.